# Goddardův institut pro kosmický výzkum
Goddardův institut pro kosmický výzkum (anglicky Goddard Institute for Space Studies, zkratka GISS) je laboratoř v divizi věd o Zemi v rámci Goddardova centra pro kosmické lety NASA (anglicky Goddard Space Flight Center, zkratka GSFC) a zároveň součást Ústavu pro výzkum Země (Earth Institute) na Kolumbijské univerzitě).
Výzkum na GISS se zaměřuje na širokou problematiku globální změny; přirozené a antropogenní změny našeho prostředí, které ovlivňují obyvatelnost naší planety. Tyto účinky se mohou objevit na velmi odlišných časových stupnicích, od jednorázových sil, jako jsou vulkanické výbuchy, až po sezónní/roční účinky, jako je El Niño, až po tisíciletí doby ledové.
Výzkum ústavu kombinuje analýzu komplexních globálních datových souborů (odvozených od povrchových stanic kombinovaných se satelitními daty pro SST), s globálními modely atmosférických, pozemních a oceánských procesů. Studie minulých klimatických změn na Zemi a dalších planetárních atmosférách poskytuje další nástroj pro hodnocení našeho obecného chápání atmosféry a jejího vývoje.
GISS založil v květnu 1961 Robert Jastrow za účelem základního výzkumu kosmických věd na podporu Goddardových programů. Od roku 1981 do roku 2013 vedl GISS James E. Hansen. V červnu 2014 byl jmenován Gavin A. Schmidt třetím ředitelem ústavu.

## Historie vědeckého výzkumu
V 60. letech 20. století byl GISS centrem velmi kvalitních vědeckých seminářů, včetně sympozia „Historie zemských krust“ v listopadu 1966, které bylo označeno jako setkání, které podpořilo myšlenku deskové tektoniky. Na workshopu GISS v roce 1967 John Wheeler zpopularizoval pojem „černá díra“ jako zkrácený výraz pro „gravitačně úplně zhroucenou hvězdu“. Roku 1971 byl publikován článek Rasoola a Schneidera (oba z GISSu) o hlavním vlivu aerosolů, což by způsobilo globální ochlazování. V září 1974 na semináři vedeném Patrickem Thaddeem v GISS s Johnem Matherem (jeho tehdejší post-doktorandem) a dalšími diskusemi o možnosti vybudování satelitu pro měření spektra a možných prostorových výkyvů kosmického mikrovlnného pozadí. To vedlo přímo k satelitnímu projektu COBE a Nobelově ceně pro Mathera.

## Výzkum klimatické změny
Klíčovým cílem výzkumu GISS je predikce klimatických změn v 21. století. Výzkum kombinuje paleogeologické záznamy, analýzu komplexních globálních datových souborů (odvozených hlavně ze satelitních měření), s globálními modely atmosférických, pozemních a oceánských procesů. Klimatologické předpovědi jsou založeny v podstatě na historické analýze klimatu Země (proxy informace o podnebí v předešlých geologických obdobích) a na záznamech o výši hladiny moře, o teplotách a o koncentracích oxidu uhličitého. Změny koncentrací oxidu uhličitého spojené s kontinentálním driftem a s poklesem vulkanismu v období, kdy Indický poloostrov dorazil na asijský kontinent, umožnily pokles teploty a vytvoření antarktického zalednění. To mělo za následek pokles hladiny moře o 75 metrů, což umožnilo formovat a stabilizovat naše dnešní pobřeží a stanoviště. Výzkum globálních změn v GISS je koordinován s výzkumem v jiných skupinách Divize věd o Zemi NASA, včetně Laboratoře pro výzkum atmosféry, Laboratoře pro hydrosférické a biosférické vědy a Vědecké kanceláře systému pozorování Země.

## Ocenění
V listopadu 2004 obdrželi klimatologové Drew Shindell a Gavin Schmidt z GISS cenu časopisu Scientific American ocenění Top „50 Scientist award".